# Vriesea silvana
Vriesea silvana là một loài thuộc chi Vriesea. Đây là loài đặc hữu của Brasil.